# محمد سرافراز
محمد سرافراز (زاده ۱۳۴۰ در تهران) رئیس اسبق سازمان صدا و سیمای جمهوری اسلامی ایران از ۱۵ آبان ۱۳۹۳ تا ۲۲ اردیبهشت ۱۳۹۵ بوده‌است. وی عضو شورای عالی فضای مجازی و دارای مدرک دکترای علوم سیاسی از دانشگاه سن ژوزف بیروت است و به زبان‌های انگلیسی و عربی مسلط است.
۲۲ اسفند ۱۳۹۱ اتحادیه اروپا، محمد سر افراز را به دلیل نقشی که در نقض گسترده و شدید حقوق شهروندان ایرانی و پخش «اعترافات اجباری» زندانیان سیاسی و روزنامه‌نگاران تحریم کرد.

## زندگی
او فرزند یک روحانی به نام ابوالفضل سرافراز است که مدتی نمایندگی ولی فقیه در سازمان هواپیمایی کشوری را بر عهده داشت. دو برادر او پس از انقلاب کشته شدند. جواد سرافراز که از اعضای حزب جمهوری اسلامی و رئیس دفتر محمد حسینی بهشتی، دبیرکل این حزب بود؛ در بمبگذاری در دفتر حزب در ۷ تیر ۱۳۶۰ کشته شد و علی، برادر دیگرش در جریان جنگ ایران و عراق در سال ۱۳۶۵ در شلمچه کشته شد.
او کتابی به زبان عربی با نام جنبش طالبان از ظهور تا افول نیز نوشته که در میانه دهه هشتاد، در بیروت و اردیبهشت سال ۹۰ در ایران توسط انتشارات سروش منتشر شده‌است.
وی در تاریخ ۲۱ اردیبهشت ۱۳۹۵، رسماً از سازمان صدا و سیما بازنشسته شد.

## تحریم اتحادیه اروپا
اتحادیه اروپا طی تصمیم مورخ ۲۲ اسفند ۱۳۹۱ (۱۲ مارس ۲۰۱۳)، محمد سر افراز را به دلیل نقشی که در نقض گسترده و شدید حقوق شهروندان ایرانی داشته‌اند، از ورود به کشورهای این اتحادیه محروم کرد. کلیه دارایی‌های این مقامات نیز در اروپا توقیف خواهد شد.
براساس بیانیه اتحادیه اروپا، محمد سرافراز به دلیل پخش «اعترافات اجباری» زندانیان سیاسی و روزنامه‌نگاران تحریم شده و در زمان ریاست بر پرس تی‌وی در پخش اعترافات اجباری متهمان با دستگاه‌های اطلاعاتی همکاری داشته‌است. در این بیانیه همچنین به پخش اعترافات اجباری مازیار بهاری، روزنامه‌نگار ایرانی- کانادایی و در پی آن جریمه ۱۰۰ هزار پوندی شبکه پرس تی‌وی توسط آفکام، اشاره شده‌است.

## پخش اعترافات اجباری
محمد سرافراز، ریاست صدا و سیمای جمهوری اسلامی ایران و پیش از آن معاونت برون مرزی صدا و سیما و مدیریت شبکه تلویزیونی انگلیسی زبان پرس تی وی را بر عهده داشته‌است.
طی سال‌های ۱۳۸۸ تا ۱۳۹۲ اعترافات دست‌کم ۱۸ زندانی سیاسی و عقیدتی از پرس تی وی، پخش شده‌است.

## ریاست سازمان صدا و سیما
محمد سرافراز در ۱۵ آبان ۱۳۹۳ با حکم سید علی خامنه‌ای که در ۱۷ آبان منتشر شد، رئیس سازمان صدا و سیما شد. او پیشتر از سوی رهبر ایران به عضویت شورای عالی فضای مجازی درآمده بود.
محمد سرافراز از زمان ریاست محمد هاشمی رفسنجانی بر سازمان صدا و سیما در این سازمان حضور داشته و یکی از قدیمی‌ترین مدیران این رسانه به‌شمار می‌آید. او که از سال ۱۳۷۱ در معاونت برون مرزی صداوسیما مشغول به کار بوده، در دوران عزت‌الله ضرغامی، مدیریت شبکه‌های انگلیسی زبان پرس تی‌وی و اسپانیایی زبان هیسپان تی‌وی را نیز به صورت هم‌زمان برعهده داشته‌است.
وی نقش مهمی در راه‌اندازی شبکه‌های برون مرزی این سازمان از جمله پرس تی‌وی، هیسپان تی‌وی و العالم داشته‌است. آی فیلم، شبکه‌ای تلویزیونی که به نمایش ۲۴ساعتهٔ فیلم می‌پردازد؛ نیز تحت مدیریت او افتتاح شد.
محمد سرافراز پنجمین مدیر این سازمان در سال‌های بعد از انقلاب اسلامی محسوب می‌شود. پیش از این عزت‌الله ضرغامی، علی لاریجانی، محمد هاشمی رفسنجانی و صادق قطب‌زاده ریاست سازمان صداوسیما را عهده‌دار بودند که یکی از کلیدی‌ترین نهادهای ایران محسوب می‌شود، از شبکه‌هایی که محمد سرافراز دستور ادغام و حذف آنها را صادر کرد؛ می‌توان به شبکه تماشا ،شبکه شما، شبکه بازار، شبکه جام جم ۲ و شبکه جام جم ۳، اشاره کرد.
دوره تصدی وی در سازمان صدا و سیما با استعفای او در ۲۲ اردیبهشت ۱۳۹۵ به پایان رسید و عبدالعلی علی‌عسگری، جانشین وی گردید.

## ادعای خروج از کشور
در اردیبهشت ۹۸ یاشار سلطانی در توئیتی تلویحاً اعلام کرد که سرافراز از کشور فرار کرده‌است و فیلمی از شهرزاد میرقلی خان و سرافراز در یک فرودگاه خارجی را منتشر کرد. برخی رسانه‌های اصولگرا این ادعا را رد کردند و گفتند سرافراز در ایران است.

## کتاب روایت یک استعفا
در شهریور ۱۳۹۸، سرافراز اقدام به انتشار الکترونیکی کتاب خاطراتش پیرامون حوادث ۲۴ سال حضور در صدا و سیما و دلایل استعفایش از مدیریت سازمان صدا و سیما با نام روایت یک استعفا کرد. انتشار این کتاب حواشی و جنجال‌هایی را در پی داشت.